# Albert Hamm

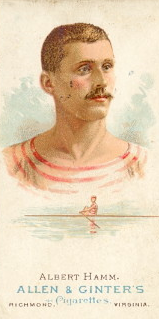
Albert Hamm auf einem Zigarettenbild von Allen & Ginter (1887)

Albert Hamm (* 1860 in Sambro, Nova Scotia; † 22. Juni 1891 ebenda) war ein kanadischer Fischer und Ruderer.

## Leben und Karriere
Der im Jahre 1860 im Fischerdorf Sambro auf der Chebucto Peninsula von Nova Scotia geborene Albert Hamm begann etwa ab dem Jahr 1880 an professionellen Ruderwettkämpfen teilzunehmen. Dabei galt vor allem Halifax als Wiege des professionellen Rudersports, wobei vor allem im Hafen von Halifax und im Bedford Basin zahlreiche Ruderennen ausgetragen wurden. Als große Ruderer der damaligen Zeit galten etwa Edward Hanlan (1855–1908), Samuel Hutton (1845–1894) oder William Joseph O’Connor (1862–1892); aus der Gegend um Sambro vor allem George Brown (1839–1875) und Warren Smith. Letzterer stammte, wie Hamm, ebenfalls direkt aus Sambro. Da Rudern für viele Menschen in der Region ein wesentlicher Bestandteil ihres Lebens war, insbesondere für diejenigen, die ihren Lebensunterhalt als Hafenlotsen oder Fischer verdienten, erlangten einige von ihnen in diesem Sport internationale Bekanntheit. Darunter war auch Albert Hamm, der am 1. August 1880 in der Einer-Meisterschaft am Hafen von Halifax, die erstmals in den späten 1850er Jahren von Charles Cogswell organisiert worden war, seinen ersten professionellen Ruderwettkampf absolvierte. Dabei trat er gegen die viel routinierteren Ruderer Warren Smith und John Mann an, was sich als ungünstiger Start in seine Laufbahn als Ruderer herausstellte.
Obwohl ihn Smith anfänglich unterstützte und ihn versuchte zu coachen, wirkte Hamm nervös und hatte Schwierigkeiten, einen geraden Kurs zu steuern. Diese Probleme hatte er auch noch bei späteren Einer-Wettkämpfen. Nachdem sich Hamms Boot im Laufe des Rennens mit Wasser gefüllt hatte, musste er das Rennen vorzeitig beenden, forderte jedoch im folgenden Monat John Mann, der das Rennen gewonnen hatte, zu einem neuerlichen Wettkampf heraus, aus dem Hamm als Sieger hervorging. Im Frühjahr 1881 wurde ihm William Spelman aus Boston als Manager zur Seite gestellt, woraufhin Hamm auch für die Halifax Rowing Association an Wettbewerben in Erscheinung trat. In diesem Jahr gewann er die Hafenmeisterschaft, was er in nachfolgenden Jahren mehrmals wiederholen konnte. Ein weiteres Mitglied der Halifax Rowing Association, Peter Conley, wurde Hamms Partner im Zweier. In Größe und Gewicht gut aufeinander abgestimmt, erwies sich das Duo als erfolgreiche Combo und gewann noch im selben Jahr den Zweier-Wettkampf bei der Toronto Citizens’ Regatta gegen Jacob Gaudaur (1858–1937) und den Australier Edward Trickett (1851–1916). In den Vorläufen des Einer-Rennens noch auf dem ersten Platz, belegte Hamm im nachfolgenden Hauptrennen lediglich den vierten Rang.
Nachdem sich die Halifax Rowing Association aufgelöst hatte, gingen Hamm und Conley in die Vereinigten Staaten, um dort zu trainieren. So verbrachte Hamm etwa den Winter 1883/84 in der Hafenstadt New Bedford, Massachusetts, und nahm an Regatten und Wettkämpfen in den USA, Kanada, aber auch in England teil. Im Laufe seiner elfjährigen Karriere hatte er sich zu einem der besten professionellen Sculler entwickelt. Er beendete zahlreiche Rennen unter den ersten Drei und gewann Match Races gegen James A. Ten Eyck (1851–1938) aus Peekskill, New York im Jahr 1884 und gegen den englischen Meister George Bubear im Jahr 1887. Am 3. August 1889 trat Hamm zusammen mit dem US-amerikanischen Meister im Einer, John Teemer, im Zweier gegen Jacob Gaudaur und John McKay an und sie gewannen dabei die Zweier-Meisterschaft von Amerika. Im nachfolgenden Sommer bestritt er zusammen mit Gaudaur, McKay und Ten Eyck einen Vierer-Wettkampf in Duluth, Minnesota. Dabei konnte seine Crew die konkurrierende Crew rund um Hanlan, Teemer, George Hosmer und H. Wise besiegen. Die Art und Weise, wie Ruderer während ihrer gesamten Karriere die Partner wechselten, zeigt sich darin, dass Hamm vier Jahre zuvor noch mit Hanlan, Teemer und Ten Eyck zusammengearbeitet hatte, um eine renommierte englische Crew auf der Themse zu besiegen. 
Trotz einiger Erfolge auf internationaler Ebene konnte Hamm die frühen Erwartungen, die in ihn gesetzt wurden – so wurde prognostiziert, dass er eine ebenso herausragender Ruderer wie George Brown werden würde –, nicht erfüllen. Thomas Spelman, der Bruder seines Managers und ein ebenso prominentes Mitglied der Halifax Rowing Association, ging sogar so weit, dass er Hamm als chicken-hearted (engl. für hasenfüßig) bezeichnete und anmerkte, dass dieser in Rennen nie die Leistungen bringen könne, die er in Trainings erbrachte. Laut Spelman war Hamm im Zweier und im Vierer auch besser als im Einer. Im Oktober 1890 trat Hamm als Mitglied eines Vierers gegen eine Vierer-Crew aus Saint John an und verlor. Laut dem Halifax Morning Herald war dies sein letztes Rennen. Nachdem Hamm sowohl Teemer als auch Gaudaur bei der Vorbereitung auf bestimmte Rennen geholfen hatte, wurde Hamm für die Saison 1891 vom Lurline Boat Club in Minneapolis, Minnesota, als Trainer eingestellt. Nachdem sich sein Gesundheitszustand zu dieser Zeit immer mehr verschlechtert hatte, kehrte er nach Sambro zurück, wo er am 22. Juni 1891, wie es offiziell hieß, im Alter von 30 bzw. 31 Jahren an einer Lungenentzündung starb. In einem Nachruf beschrieb ihn der Acadian Recorder als „bescheidenen, anspruchslosen, intelligenten und in seinen Gewohnheiten gemäßigten Menschen“.
Hamm wurde während seiner Karriere auf Sammelkarten des Tabakfabrikanten Allen & Ginter aus Richmond, Virginia, abgebildet.